# マリア・カタリーナ・プレステル

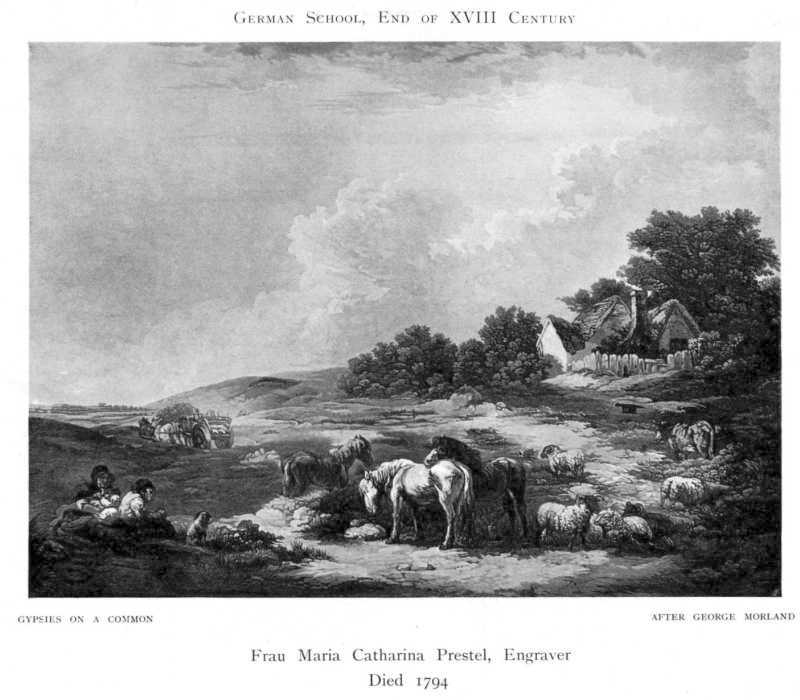
マリア・カタリーナ・プレステル「平原のジプシー」

マリア・カタリーナ・プレステル（Maria Katharina Prestel、1747年7月22日 - 1794年3月16日、出生名：マリア・カタリーナ・ヘール（Maria Katharina Höll））は、神聖ローマ帝国ニュルンベルク出身のエングレーバー、および画家。ロンドンを主な活動拠点とした。

## 略歴
トーマス・ヘール（Thomas Höll）とマリア夫妻の娘であったプレステルは、神聖ローマ帝国ニュルンベルクで生を受ける。1869年に画家、版画家のヨハン・ゴットリープ・プレステルの弟子となり、1772年にヨハンと結婚し、夫とともに多くの版画作品を制作した。娘のウルスラを含む4人の子供が生まれ、画家、版画家になった。1786年に離婚し、子供たちとロンドンに移住したする。そこで彼女は出版業者ジョン・ボイデルの許でアクアチント版画を制作する仕事をした。制作作品「平原のジプシー（Gypsies on a Common）」は1905年刊行の書籍『Women Painters of the World』に掲載された。
ロンドンにおけるプレステルの仕事はかなりの成功を収め、亡くなる1794年まで続くことになった。さらにドイツ、イタリア、オランダの画家による作品を基に73枚ものエングレービング作品を制作した。美化された風景画における繊細な装飾を熟練の技で再現したアクアチントによる大判の風景版画で称賛を浴びる 。1794年3月16日、グレートブリテン王国において逝去。享年46歳。
両親からエングレービング技法と絵画技法を学んだ娘のウルスラは芸術家としての仕事を始めるため、ベルギーのブリュッセル市に移住した。